# Snowboard ai XXIV Giochi olimpici invernali - Halfpipe femminile
La gara di halfpipe femminile dei XXIV Giochi olimpici invernali di Pechino, in Cina, si è svolta tra il 9 ed l'11 febbraio presso il Genting Snow Park sito a Zhangjiakou.

## Risultati

### Qualificazione
I primi 12 atleti, al meglio delle due run, guadagnano l'accesso alla finale per le medaglie.
| Pos. | #  | Atleta            | Nazione       | Run 1 | Run 2 | Punti | Note |
| ---- | -- | ----------------- | ------------- | ----- | ----- | ----- | ---- |
| 1    | 2  | Chloe Kim         | Stati Uniti   | 87.75 | 8.75  | 87.75 | Q    |
| 2    | 10 | Mitsuki Ono       | Giappone      | 79.50 | 83.75 | 83.75 | Q    |
| 3    | 4  | Cai Xuetong       | Cina          | 83.25 | 55.50 | 83.25 | Q    |
| 4    | 3  | Queralt Castellet | Spagna        | 78.75 | 49.50 | 78.75 | Q    |
| 5    | 16 | Sena Tomita       | Giappone      | 75.75 | 52.00 | 75.75 | Q    |
| 6    | 9  | Ruki Tomita       | Giappone      | 74.25 | 66.25 | 74.25 | Q    |
| 7    | 1  | Liu Jiayu         | Cina          | 15.25 | 72.25 | 72.25 | Q    |
| 8    | 6  | Berenice Wicki    | Svizzera      | 71.50 | 40.50 | 71.50 | Q    |
| 9    | 20 | Elizabeth Hosking | Canada        | 10.00 | 70.50 | 70.50 | Q    |
| 10   | 17 | Brooke D'Hondt    | Canada        | 69.25 | 70.00 | 70.00 | Q    |
| 11   | 11 | Leilani Ettel     | Germania      | 68.75 | 15.75 | 68.75 | Q    |
| 12   | 12 | Qiu Leng          | Cina          | 63.50 | 66.25 | 66.25 | Q    |
| 13   | 5  | Maddie Mastro     | Stati Uniti   | 65.75 | 51.50 | 65.75 |      |
| 14   | 19 | Emily Arthur      | Australia     | 62.50 | 19.75 | 62.50 |      |
| 15   | 13 | Kurumi Imai       | Giappone      | 54.75 | 49.75 | 54.75 |      |
| 16   | 18 | Tessa Maud        | Stati Uniti   | 53.50 | 10.00 | 53.50 |      |
| 17   | 21 | Zoe Kalapos       | Stati Uniti   | 20.00 | 51.75 | 51.75 |      |
| 18   | 22 | Šárka Pančochová  | Rep. Ceca     | 41.75 | 18.75 | 41.75 |      |
| 19   | 15 | Kamilla Kozuback  | Ungheria      | 35.50 | 15.00 | 35.50 |      |
| 20   | 8  | Lee Na-yoon       | Corea del Sud | 31.00 | 34.50 | 34.50 |      |
| 21   | 14 | Jenise Spiteri    | Malta         | 7.25  | 25.25 | 25.25 |      |
| 22   | 7  | Wu Shaotong       | Cina          | 10.25 | 16.75 | 16.75 |      |

### Finale
La finale è stata disputata al meglio delle 3 run.
| Pos.    | #  | Atleta            | Nazione     | Run 1 | Run 2 | Run 3 | Punti |  |
| ------- | -- | ----------------- | ----------- | ----- | ----- | ----- | ----- |  |
| Oro     | 12 | Chloe Kim         | Stati Uniti | 94.00 | 27.00 | 26.25 | 94.00 |  |
| Argento | 9  | Queralt Castellet | Spagna      | 69.25 | 90.25 | 78.25 | 90.25 |  |
| Bronzo  | 8  | Sena Tomita       | Giappone    | 86.00 | 88.25 | 9.25  | 88.25 |  |
| 4       | 10 | Cai Xuetong       | Cina        | 81.25 | 64.50 | 75.00 | 81.25 |  |
| 5       | 7  | Ruki Tomita       | Giappone    | 16.50 | 19.75 | 80.50 | 80.50 |  |
| 6       | 4  | Elizabeth Hosking | Canada      | 73.00 | 79.25 | 5.00  | 79.25 |  |
| 7       | 5  | Berenice Wicki    | Svizzera    | 76.25 | 74.75 | 11.25 | 76.25 |  |
| 8       | 6  | Liu Jiayu         | Cina        | 11.25 | 4.75  | 73.50 | 73.50 |  |
| 9       | 11 | Mitsuki Ono       | Giappone    | 71.50 | 25.50 | 29.00 | 71.50 |  |
| 10      | 3  | Brooke D'Hondt    | Canada      | 66.75 | 11.00 | 9.00  | 66.75 |  |
| 11      | 2  | Leilani Ettel     | Germania    | 55.25 | 57.50 | 9.25  | 57.50 |  |
| 12      | 1  | Qiu Leng          | Cina        | 53.75 | 9.50  | 18.75 | 53.75 |  |